# Omismo
El omismo es un movimiento místico-religioso fundado por Gilbert Bourdin (25 de junio de 1923 - 20 de marzo de 1998), —autoproclamado como «Su Santidad el Señor Hamsah Manarah (o Hamsananda)» y el «Mesías Cosmoplanetario»— en 1969 que se presenta como la «religión universal de la Unidad de los rostros de Dios», una síntesis de todas las religiones que trata de fomentar «la unión profunda de los pueblos y las Iglesias».
En su base se encuentra l'Association des Chevaliers du Lotus d'Or (La Asociación de los Caballeros del Loto de Oro) convertida en Association du Vajra Triomphant  (Asociación del Vajra Triunfante) desde el 9 de agosto de 1995, una orden iniciática de 17 grados, creada sobre la búsqueda de la liberación espiritual o la reintegración divina en la que el orden es el término para designar "el esfuerzo de la humanidad para conquistarse a sí misma".
El omismo se proclama claramente como un movimiento sincrético. El término omismo procede del mantra (palabra sagrada, fórmula de concentración mística) «om», que en las religiones hinduistas y budistas es el origen de la creación del universo. Esta cosmogonía a través del verbo es común a gran número de religiones, y en concreto «om» es el símbolo elegido por el movimiento omista para mostrar su voluntad de unificación. Sus miembros se declaran pacifistas y conciliadores, afirmando contar con miles de seguidores por todo el mundo, con unos 2.000 en Francia.
El Mandarom, la “ciudad santa” de los omitas, se encuentra en los Alpes franceses, y se ha convertido en el centro de las numerosas polémicas que han afectado a este movimiento religioso. El nombre de la ciudad es utilizado en ocasiones (sobre todo por sus detractores) para designar el movimiento religioso en sí mismo, que a menudo es llamado la “secta de Mandarom”.

## Doctrina
Según su fundador, “El Omismo es una religión activa y dinámica, nos regimos por normas sencillas, concretas, accesibles a todos, para construir juntos más allá de las razas, de las clases, de las creencias, los nuevos valores de nuestra humanidad.” Su dogma es “La Unidad de los rostros de Dios.”

### La «Hexámide»
El símbolo del omismo es la “hexámide”, (una pirámide hexagonal), cuya base con forma hexagonal está dividida en seis partes y con las seis caras de la pirámide representan doce religiones. La pirámide culmina en una esfera que contiene la letra sánscrita OM, simbolizando a Dios o el Absoluto, fuente de toda vida y existencia, el infinito invisible en el corazón de cada ser:
Los colores de la hexámide tienen el siguiente simbolismo (algunos colores se repiten):
- Azul: cristianismo
- Violeta: judaísmo
- Rojo: religiones “naturales” (chamanismo, animismo, etc.)
- Naranja: hinduismo
- Amarillo: budismo
- Verde: sintoísmo
- Azul Claro: mazdeísmo
- Azul: taoísmo
- Rojo: religiones minoritarias.
- Beige: jainismo
- Amarillo: sikhismo
- Verde: islam

En conjunto la hexámide es el símbolo de la unidad intrínseca de todas las religiones, consideradas como caminos diferentes que conducen al Absoluto.
“Quien camina hacia el corazón de su religión camina hacia el corazón de todas las religiones”. Esta cita de Gandhi ilustra el mensaje de la hexámide.
En efecto, los omitas consideran que quien se dirige a Dios, Alá, el Tao, OM, a través de su propia religión también se aproxima a las demás religiones o vías a medida que se acerca al centro, la cúspide de la hexámide, el OM, la fuente de toda vida.
El omismo se refleja como un círculo blanco en la base de la hexámide, como un puente entre las religiones, así como una columna blanca en el centro, el reflejo unido del arco iris de la estructura.

## Culto
Debido a su presentación como un movimiento de unificación de todas las confesiones religiosas, el omismo también declara buscar el equilibrio entre cuerpo y espíritu.
Para conservar la salud del cuerpo y el espíritu, los adeptos fomentan el vegetarianismo, la naturopatía, el yoga, las artes marciales, el autocontrol de la respiración y de las energías vitales y mentales. También utilizan varios talismanes en sus prácticas.
El sacerdocio omista está dividido en dos ramas: los monjes –que residen de forma permanente en el monasterio o ashram del “mandarom”, y que hacen voto de castidad- y los sacerdotes y sacerdotisas que viven “en el mundo” y que puede casarse o llevar una vida familiar y profesional mundanas. Los adeptos practican cuatro horas de meditación y plegarias comunales, cuatro horas de estudios y plegarias personales, cinco horas de trabajos diversos dentro de una jornada activa de diecisiete horas diarias. Entre los adeptos el mantra “OM” se pronuncia y repite durante la meditación de 10.000 a 100.000.000 de veces de forma escalonada a lo largo de toda la vida para incrementar la shakti (o poder espiritual) del mantra, que se incrementa con las repeticiones.

### El Mandarom

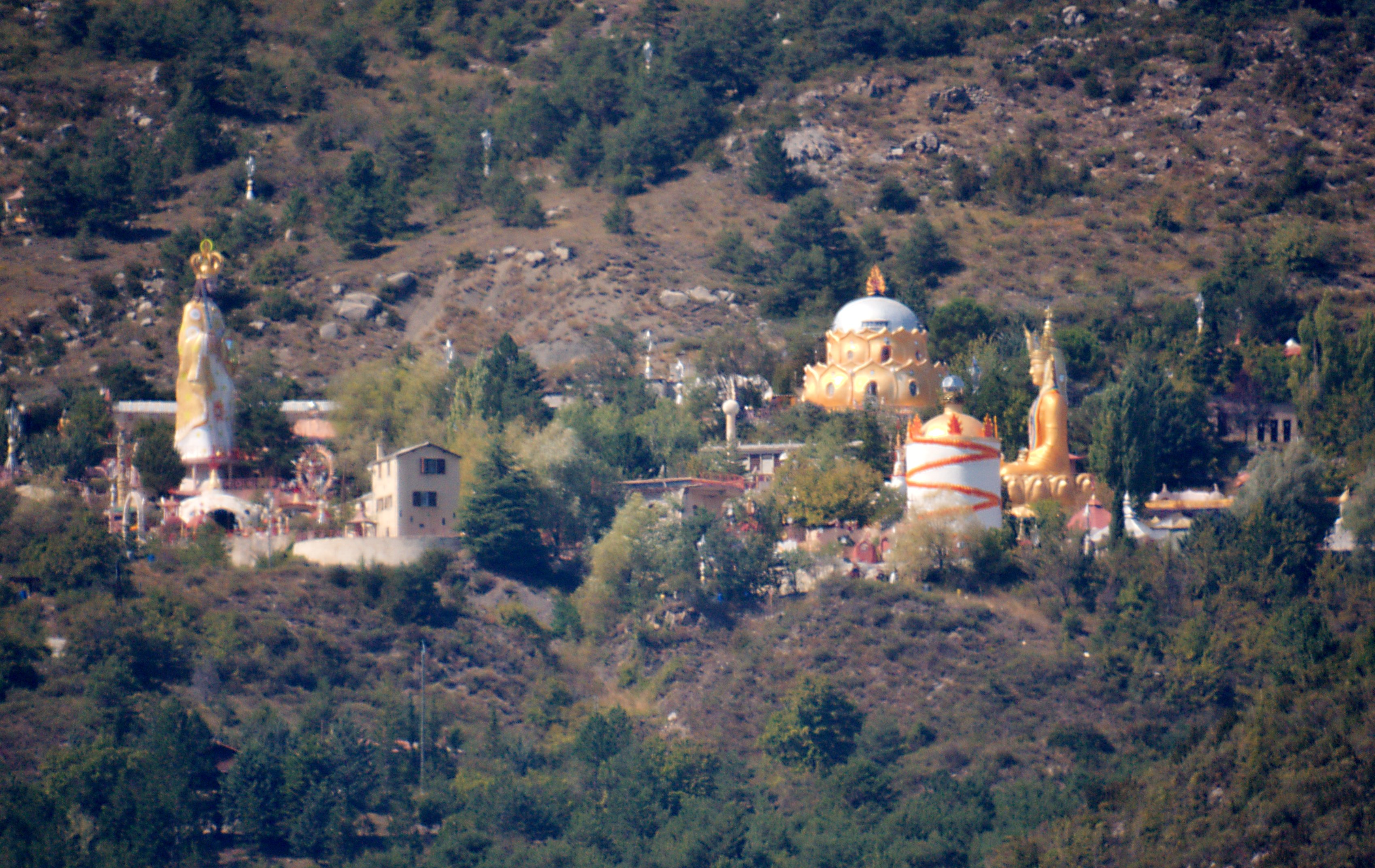
Vista de El Mandarom.

El « Mandarom Shambhasalem » es el nombre de la « ciudad sagrada » del omismo, que se encuentra en desfiladero del río Verdon, a 10 km en la región de la Castellane, en la alta Provenza, en los  Alpes franceses, y que abarca alrededor de 55 hectáreas. Este “ashram” se considera un santuario común para todas las religiones y posee templos de diversas confesiones. El Mandarom es una especie de monasterio mixto donde viven monjes y monjas, pero también es un centro de meditación para los creyentes que viven en el exterior. El Mandarom está formado por cuatro templos principales, en los que se encuentra una estatua monumental llamada “La Estatua del Mesías Cosmoplanetario”, y que constituyó una curiosidad turística, que atraía, según la asociación omita, unos 10.000 visitantes al año antes de que fuera destruida por orden judicial en el año 2001. La estatua de 16 m de altura representaba al fundador Gilbert Bourdin vestido con su larga túnica de gloria, sosteniendo un cetro de varios metros, dándole la espalda al valle sobre el que está situada. Otras estatuas muestran a Gilbert Bourdin armado con una espada llameante o una figura femenina con una pistola láser en las manos.
Durante el período de la “guerra fría”, el Mandarom fue vigilado por los servicios secretos franceses, que sospechaban que algunos adeptos eran en realidad espías de Europa Oriental. Ciertamente el Mandarom era un lugar estratégico, ya que se encontraba cerca de un lago donde el gobierno francés realiza ensayos hidrodinámicos para sus submarinos.

## Origen del movimiento
Según el propio fundador, en 1961 el francés Gilbert Bourdin (nacido en Martinica), recibió de un maestro indio llamado Swami Sivananda el nombre de Hamsananda Sarasvati, que significa la “Felicidad en el Absoluto”. Tras su regreso a Francia y después de un retiro solitario en una gruta de Vaucluse fundó en 1969 con unos cuantos seguidores la « Association des chevaliers du lotus d'or » (La Asociación de los Caballeros del Loto de Oro) y se instaló en el valle del río Verdon, cerca de Castellane, donde poco a poco construiría la ciudad santa de « Mandarom Shambhasalem », ante la indiferencia del ayuntamiento local.
Gilbert Bourdin reivindicaba un pasado sobrenatural. Según él ha realizado las iniciaciones más misteriosas: se autoproclamaba maestro de la gnosis, hinduismo, budismo y sufismo; también ha participado en la francmasonería, el martinismo y haber sido miembro de los templarios; incluso afirmaba haber cursado estudios de derecho y haberse presentado a la ENA (Escuela Nacional de Administración Francesa).
En 1990, Gilbert Bourdin tomó el nombre de Hamsah Manarah y se proclamó ante los medios de comunicación “Mesías Cosmoplanetario”, convirtiéndose en un personaje mediático, haciendo varias apariciones en las cadenas de televisión francesas. Su intención de ampliar su “ciudad sagrada” atrajo a numerosos curiosos.
Cuando se dignaba aparecer en público el Mesías iba envuelto en ropajes de lamé destellante, tocado con una exagerada tiara y calzado con delicados escarpines blancos. Sus discípulos exhibían curiosas diademas consteladas de diminutos espejos.

En 1995, debido a las actividades del movimiento, un decreto parlamentario francés declaró a la Asociación de los Caballeros del Loto de Oro como “movimiento sectario”. El Mandarom contestó a este informe parlamentario y presentó una lista de veinticinco puntos que consideraba falsos o difamatorios. Ya en 1995 y posteriormente en 1996 Gilbert Bourdin fue acusado reiteradamente de “violación, tentativa de violación y agresiones sexuales” contra dos ex –adeptos. Murió debido a una enfermedad, antes de ser juzgado, en 1998, con 74 años. Después de su muerte, la dirección de las actividades de la secta fue tomada por Christine Amory. El movimiento cambió de nombre tres veces, tratando de evitar la persecución judicial y actualmente es conocido como la “Asociación del Vajra triunfante”.
Su Santidad el Señor Hamsah Manarah es considerado el Primer Hierokarantino, y los Omitas aguardan su regreso, bajo la guía del Segundo Hierokarantino.
En el año 2003 el omismo estaba presente en Italia, Canadá, la República Democrática del Congo, la isla de Reunión y en Nueva Caledonia.

## Un punto de interrogación
Aunque sus adeptos son relativamente poco numerosos y realizan su proselitismo de forma discreta, la religión de Gilbert Bourdin ha suscitado, entre algunas personas, una gran curiosidad e interrogación, debido al contraste entre su contenido doctrinal, que muchas personas encuentran pueril, y el nivel de formación de varios fieles, con formación universitaria y profesional. En la comunidad de Mandarom se encuentran varios maestros, psicólogos escolares, y doctores en ciencias educativas, como su actual presidente.
Gilbert Bourdin, tratado por sus discípulo con el título de Mesías Cosmoplanetario, y desde junio de 1991  reencarnación autoproclamada de Napoleón Bonaparte, de Gengis Khan y de Jesucristo, afirmaba haber regresado a la Tierra para conducir a la humanidad “de la Edad de Hierro a la Edad de Oro”, una transición necesaria debido a que consideraba que el período del Cristo crucificado había llegado a su fin. En conjunto su doctrina era una extraña mezcolanza de esoterismo, milenarismo y de ciencia ficción, publicada en una obra enormemente confusa ‘’Je suis le Messie attendu’’ donde a lo largo de unas ochocientas páginas describía sus combates psíquicos con demonios venidos del espacio y civilizaciones extraterrestres. Pretendía haber evitado una guerra mundial habiendo librado batallas contra criaturas cósmicas y habiendo destruido a millones de demonios, dioses y semidioses, gracias a sus formidables poderes psíquicos. Gilbert Bourdin también afirmaba haber extendido un escudo psíquico sobre los miles de galaxias del universo, derrotando a los Budas, a Satán y a Lucifer. Asumió el mérito de la caída del muro de Berlín, haber destruido las civilizaciones de lemúridos y atlantes, haber depurado el judaísmo y la cábala de todos los ángeles rebeldes y la magia negra. También afirmó haberse enfrentado a los invasores del espacio-tiempo, que habían venido a bordo de naves espaciales procedentes del planeta Marx, en la constelación de Sirius, para conquistar la Tierra…
El miércoles 7 de octubre de 1992, un hombre de treinta y cinco años armado con un fusil calibre .22, cogió como rehenes a tres adeptos omitas. Se presentó como un “integrista musulmán” y conminó al Mesías a que se presentase ante él para someterse a un “bautismo de fuego”, deseando dispararle para comprobar si era en verdad el Mesías. Afortunadamente, el incidente se resolvió sin víctimas.

## Polémicas judiciales
La secta de Gilbert Bourdin fue el objeto de numerosas polémicas desde 1995, debido a las acusaciones de violación y abuso de menores por parte del propio Mesías, la ilegalidad en la construcción de una estatua, actividades de blanqueo de dinero negro procedente de África, así como acusaciones de fraude fiscal.
El movimiento reaccionó publicando en su página web www.aumisme.org diversos documentos que fueron utilizados en su defensa. Muchos de ellos resultaron falsificaciones.

### Acusaciones de pedofilia y violación contra Gilbert Bourdin
En la primavera de 1995, y posteriormente en 1996, Gilbert Bourdin fue demandado por “violaciones y agresiones sexuales” por parte de dos antiguos miembros del movimiento omita. La primera acusación fue denegada, pero debido a una campaña mediática el caso fue reabierto y surgieron nuevas acusaciones.
Gilbert Bourdin fue arrestado por las autoridades francesas, pero fue rápidamente puesto en libertad vigilada debido a su precaria salud, muriendo en 1998.
Según Christine Amory, Presidenta de la Asociación del Vajra Triunfante, una de las acusadoras ha reconocido no poder reconocer ninguna señal particular del cuerpo de su violador (El cuerpo de Bourdin estaba recubierto de tatuajes).
El 27 de junio del año 2000 las dos demandantes, Florence Roncaglia y Francine Grad fueron indemnizadas respectivamente con 200.000 y 50.000 francos franceses por la Comisión de Indemnización de Víctimas de la Infracción (CIVI), después de que el proceso judicial fuera detenido a la muerte de Gilbert Bourdin

### Permiso para construir la estatua del Mandarom
La monumental estatua del Mesías fue construida en 1990 sobre el terreno de la ciudad sagrada para la gloria de Gilbert Bourdin. El 6 de noviembre de 2001, la estatua, que se había convertido en un símbolo emblemático de la lucha del movimiento contra los medios de comunicación, fue dinamitada por una decisión judicial, debido a que el monumento carecía de los permisos necesarios.
La destrucción de la estatua puso fin a una larga polémica judicial con las autoridades francesas. Según varios medios de comunicación sensacionalistas en torno a la estatua se realizaban misas negras, ritos satánicos, prácticas ocultistas, indignas y ridículas, y que la destrucción podía ocasionar un suicidio colectivo, que al final, no tuvo lugar.

### El entierro de Gilbert Bourdin
Tras la muerte de Gilbert Bourdin, una gran resistencia popular y administrativa impidieron que fuera enterrado en un cementerio de la región o en el propio Mandarom, ya que era considerada una inhumación ilegal. Las autoridades incluso recurrieron a la fuerza. La tumba finalmente fue construida y sellada con hormigón armado para que resultara inviolable.

### Acusaciones fiscales y financieras
El movimiento omista ha sido acusado de blanqueo de dinero por M.E. Ludo, un abogado de Reims.
Debido a las polémicas judiciales, el ministerio de Hacienda Pública impidió a principios del año 2001 que la secta depositara más de 4 millones de francos que habían sido bloqueados en concepto de impuestos impagados a una cuenta bancaria de Liechtenstein. La secta se sintió difamada y presentó una demanda contra la hacienda pública. Afirmaba que la persecución del gobierno francés era el último paso de una campaña difamatoria iniciada por los medios de comunicación franceses. Las demandas fueron rechazadas.
El 3 de mayo de 2001 el diputado J.P. Brard acusó a varias sectas como Mandarom de blanquear dinero y de estar relacionadas con redes mafiosas y criminales.

## ¿Una secta?
En 1995 la Asociación de los Caballeros de Loto fue categorizada como una secta de inspiración orientalista por parte de un informe parlamentario francés, sobre la base de los datos obtenidos de la organización. Por su parte el movimiento omista denunció el informe como un atentado contra las libertades religiosas en Francia e intentó ofrecer una imagen más racional presentando una perspectiva científica en su defensa.
Varios miembros y simpatizantes de la secta con formación académica presentaron varios argumentos para evitar ser considerados como tal.
El profesor Thimothy Miller de la Universidad de Kansas aseguró que en el movimiento omista “no había visto ni el más mínimo elemento que presentara una amenaza potencial para el público o sus propios miembros.”
El Dr. Gregory Baum, teólogo y profesor de la Universidad McGill de Montreal, se expresó en estos términos: “Esta comunidad pacífica y contemplativa ha sido víctima de la histeria de los movimientos contrarios a las sectas […]. Desde la Revolución Francia ha heredado una tradición racionalista que reivindica la validez universal, un legado intelectual que deja poco lugar al pluralismo cultural y religioso.”
Maurice Duval, etnólogo y conferencia de la universidad de Montpellier, que durante cuatro años residió entre los adeptos de Mandarom, publicó en el año 2002 un libro sobre su experiencia:: Un ethnologue au Mandarom. Enquête à l'intérieur d'une « secte » (Paris, Presses Universitaires de France).
En varias entrevistas declaró haber comprobado en persona la esencia de la vida en Mandarom, y no haber constatado nada peligroso ni ilegal. Respecto a las acusaciones de pedofilia, afirmó que no había niños en Mandarom, y que en general las acusaciones realizadas contra la secta no estaban basadas en hechos demostrables, y que estaban contaminadas por la opinión desfavorable de los medios de comunicación y el racionalismo.